# 真田信音
真田 信音（さなだ のぶおと）は、江戸時代前期から中期にかけての旗本寄合席。官位は従五位下・弾正忠、後に采女正。

## 略歴
上野国沼田藩4代藩主・真田信利の長男として誕生。幼名は仙千代。
寛文9年（1669年）、従五位下弾正忠に叙任。天和元年（1681年）、幕府から命じられた普請工事の遅滞や磔茂左衛門一揆に代表される治世不良により、沼田藩は改易される。このため、父・信利は山形藩奥平家に、嫡男の信音も赤穂藩浅野家にお預けとなった。元禄元年（1687年）に許され、旗本として1000俵を与えられ、旗本寄合席に列する。
元禄7年（1694年）、官名を采女正に改める。元禄10年（1697年）、武蔵国足立郡・男衾郡、伊豆国君沢郡・田方郡の4郡で1000石を与えられた。
宝永4年（1707年）、52歳で死去した際、嗣子が無かったため無継絶家で改易となる。一門の真田信興がその名跡を継ぐが、信興の子の政賢の不行跡のため改易追放となった。この時、先代信興の兄弟の真田信清も連座して改易された。
（一般的には真田信利の長男が信音、真田信政の長男が信就とされているが、少年時代の信利が育った小川古城館近くの旧家で古文書も少なからず残っていた後閑祐次が書き残した『磔茂左衛門』には信利の長男としての信就に係る古文書が複数載っている。少なくとも信音は信就とも通称していたのではないかとも捉えられるが、この点検証を要すると思われる。）